# Páni z Medlova
Páni z Medlova byl moravský šlechtický rod předků pánů z Pernštejna, pocházející z jižní Moravy, který svůj predikát odvozoval od obce Medlov u Pohořelic v okrese Brno-venkov.

## Historie
Páni z Medlova patří mezi naše nejstarší šlechtické rody, doložené od konce 12. století. Pocházeli z jižní Moravy a na počátku 13. století se dostali na Českomoravskou vrchovinu, resp. horní Svratecko, které kolonizovali. Kde se zde nacházelo jejich sídlo, není známo. Nicméně se jako nejpravděpodobnější jeví Doubravník, zde založili rodový klášter, zřejmě Rožná a samozřejmě původní Medlov. Jejich přítomnosti v těchto lokalitách napovídají jak predikát, tak i archeologické nálezy datované do 13. století. Před rokem 1285 si vybudovali nový sídelní hrad Pernštejn, podle kterého si změnili jméno na pány z Pernštejna. Asi nejvýznamnější osobností byl Štěpán I. z Medlova, jenž mimo jiné zastával funkci purkrabího na Veveří a později tutéž funkci na hradě Děvičky. Mimo to také založil zmíněný klášter v Doubravníku. Jeho synové pak kolonizovali Českomoravskou vrchovinu.

## Sídla
Po příchodu na Svratecko si, kromě předpokládaného dvorce v Doubravníku z první poloviny 13. století, nad obcí Rožná postavili v polovině 13. století dřevohlinitý hrad, který jim pravděpodobně sloužil jako provizorní sídlo kolonizované oblasti. Někdy ve druhé polovině 13. století vybudovali malý strážní hrad nad Štěpánovem, související se zdejší těžbou stříbra v lokalitě Havírna. Z roku 1285 pak pochází zmínka o existujícím hradu Pernštejn, jejich nového hlavního rodového sídla, podle kterého si změnili predikát na pány z Pernštejna. V téže době, pravděpodobně pro příslušníky vedlejších větví, byl vystavěn i hrad Aueršperk a někdy kolem roku 1300 také hrad Pyšolec. Z tohoto celku vybočuje hrad Zubštejn, který byl pravděpodobně postaven až v první třetině 14. století a první písemná zmínka o něm pochází z roku 1348 (pod názvem Lapis neboli Kámen). Zajímavostí je skutečnost, že slovo medvěd se tak objevuje jak v jejich původním (jihomoravském) predikátu z Medlova, tak i německém názvu hradu Pernštejna (Bärnstein čili medvědí kámen) nad řekou Nedvědičkou (tj. medvědím potokem) u městečka Nedvědice.

## Nejznámější představitelé
- Štěpán I. z Medlova - purkrabí na hradech Veveří a Děvičky, zakladatel kláštera v Doubravníku
- Štěpán II. z Medlova - kolonizátor, zakladatel hradu Pernštejna
- Jimram I. z Medlova - kolonizátor

## Erb
Podoba jejich erbu (zubří hlavy s houžví v nozdrách) je doložena od roku 1220 (patří tedy mezi naše nejstarší šlechtické znaky, pocházející z 12. století, doby počátků evropské heraldiky) a je samozřejmě totožná s erbem pánů z Pernštejna.